# 全球卫生安全指数
全球卫生安全指数（英語：Global Health Security Index）是由霍普金斯大学健康安全中心、核威胁倡议（NTI）和经济学人智库（EIU）制作的一份对全球195个国家的卫生安全能力的评估报告。该报告于2019年首次发布，它显示出“没有国家为流行病或大流行做好充分的准备，每个国家都有重要的不足需要解决”。2019年，“高准备级”的国家分别是澳大利亚、加拿大、芬兰、法国、荷兰、韩国、瑞典、泰国、英国和美国（按英文首字母顺序排列）。美国以83.5的分数位列排名第一（总分100）。非洲西部和中部位于“低准备级”中的国家最多。 中国排名第51名，排在中国前面的从第46至第50是蒙古、吉尔吉斯斯坦、沙特阿拉伯、秘鲁、越南。

## 调查方法
该报告基于对140个问题的调查问卷，分为6个类别、34个指标和85个次级指标。六个类别分别是：
- 预防：对病原体的出现或泄漏的预防[2]
- 发现和报告：在早期发现并报告可能引起国际关注的流行病
- 快速反应：快速应对和减缓流行病的蔓延
- 卫生系统：健全充沛的卫生系统，用以治疗病人和保护医疗工作者
- 遵守国际规范：承诺提高国家能力，并解决差距提供融资计划，并遵守国际规范
- 风险环境：总体风险环境和国家面对生物威胁时的影响

该指数的调查与评估完全依赖于开源信息。研究人员与来自13个国家的21名专家组成的国际咨询小组合作。

## 活动资金
该指数的评估所需要的资金由开放慈善项目、盖茨基金会和罗伯逊基金会资助。

## 2019冠状病毒流行期间
在2019-2020年冠状病毒爆发期间，GHS指数变得尤为突出。2020年2月27日，美国总统唐纳德·特朗普举起了一张世界地图，宣布美国是世界上应对流行病准备最充分的国家。然而，GHS项目的顾问之一——普里娅·巴帕特曾说过“尽管美国在GHS指数中排名第一，但有些领域仍有待改进，特别是一般公民获得医疗保健的机会。”
GHS指数也被质疑高估了长期富裕国家的医疗系统能力，《柳叶刀》的一篇文章指出，排名居前的国家（如英国）在大流行期间的表现逊于居后的国家（如中国和韩国）。